# World Breeding Federation for Sport Horses

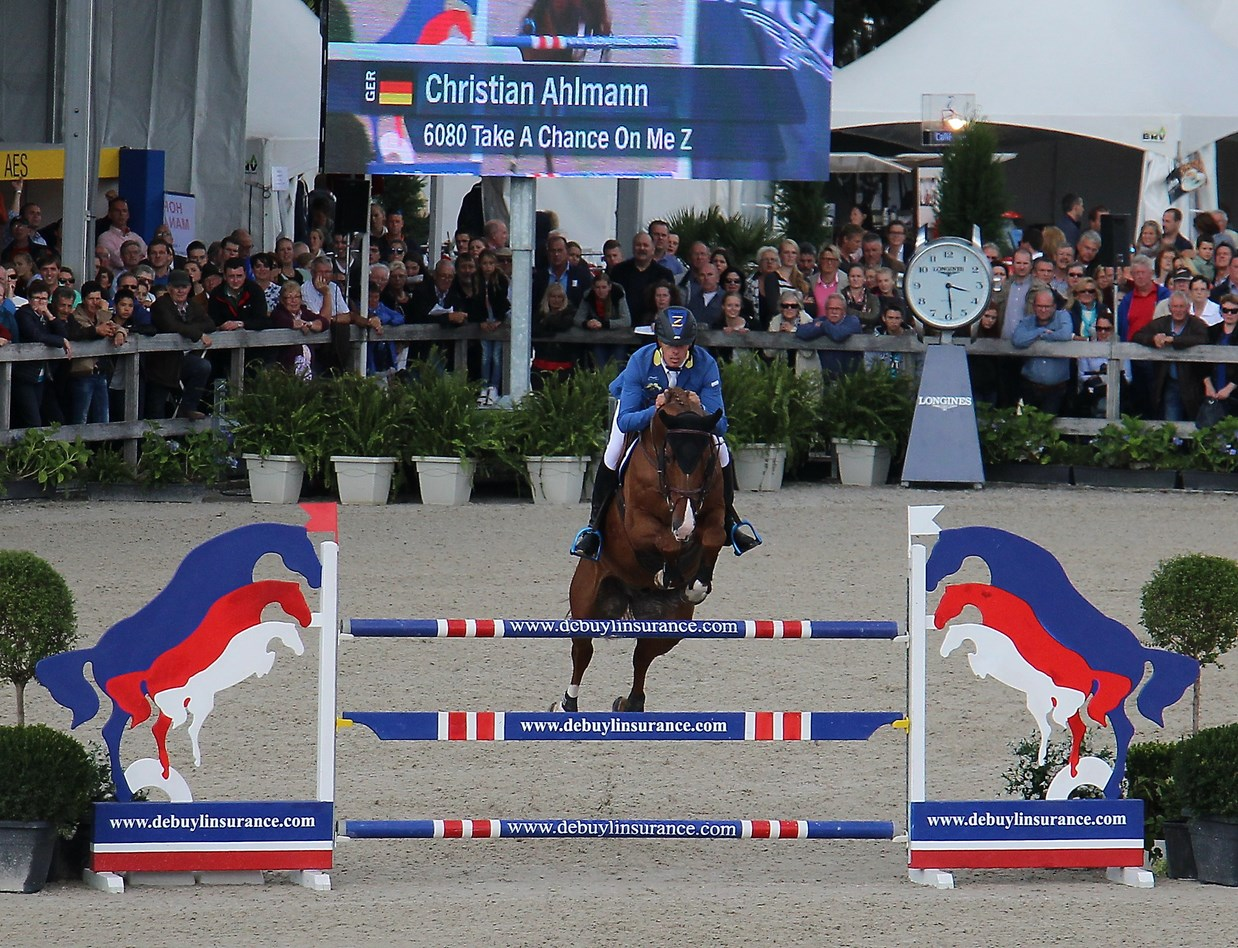
Christian Ahlmann mit Take A Chance On Me Z bei den FEI World Breeding Jumping Championships for Young Horses in Lanaken, 2015

Die World Breeding Federation for Sport Horses (Weltzuchtverband für Sportpferde), besser bekannt unter der Abkürzung WBFSH, ist eine internationale Vereinigung, welche die Sportpferdezucht koordiniert.
Sie wurde im November 1994 gegründet und ist mit der Fédération Équestre Internationale (FEI) verbunden. Schirmherrin der WBFSH ist Prinzessin Benedikte zu Dänemark, die selber züchtet und zwei Deckhengste besitzt. 
Die WBFSH publiziert Ranglisten für international eingesetzte Sportpferde und für Zuchtverbände. 
Seit 1992 werden die World Breeding Championships for Sport Horses (WBCSH), ein internationales Zuchtchampionat für Dressur, Springen und Vielseitigkeit veranstaltet.